# Інститут астрофізики та космології частинок імені Кавлі
Інститут астрофізики та космології частинок імені Кавлі (англ. Kavli Institute for Particle Astrophysics and Cosmology, KIPAC) — незалежна спільна лабораторія Стенфордського університету та Національної прискорювальної лабораторії SLAC, заснована в 2003 році завдяки фінансовій підтримці Фреда Кавлі та Фонду Кавлі. Він розташований на території Національної прискорювальної лабораторії SLAC, а також у головному кампусі Стенфордського університету. Це один із 20 інститутів Кавлі.

## Історія
Роджер Бландфорд був директором інституту з 2003 по 2013 рік, а Стівен Кан був першим заступником директора. Том Абель був призначений виконувачем обов'язків директора в 2013 році, а директором став у в 2015 році. У 2018 році посаду директора зайняла Різа Векслер.